# Ducks Deluxe
Ducks Deluxe est un groupe britannique de pub rock, originaire de Londres, en Angleterre.

## Histoire
Le groupe s'est formé en février 1972, avec l'ancien roadie de Brinsley Schwarz Martin Belmont à la guitare, l'ancien collaborateur de Help Yourself Sean Tyla, également à la guitare, l'ancien bassiste de Help Yourself Ken Whaley, et Magic Michael (Michael Cousins) aux percussions. Ils se sont nommés d'après une machine à sous de la station-service de Severn Bridge. Cousins est bientôt remplacé par le batteur Tim Roper et l'ancien roadie des Flamin' Groovies, Nick Garvey, les rejoint également. Jouant une musique plus énergique que la plupart des autres groupes du circuit pub-rock londonien, les Ducks ont bientôt une réservation deux fois par semaine au Tally Ho à Kentish Town et un manager, Dai Davies.
Whaley quitte le groupe, puis rejoint Help Yourself, et en décembre 1972, les Ducks enregistrent deux titres à la fête de Noël de Man, dont l'un, Boogaloo Babe, est publié sur un double album vinyle Christmas at the Patti, leur première apparition sur disque.
En 1973, le groupe signe chez RCA et sort son premier single, Coast to Coast, écrit par Sean Tyla et Nick Garvey, bien que Tyla ne soit pas crédité sur le morceau, parce qu'il essayait de se démêler d'un précédent contrat d'édition. Ils apparaissent également dans le programme télévisé de la BBC Play for Today intitulé Blooming Youth. Leur premier album éponyme, Ducks Deluxe, sort au début de l'année 1974 et « capture quelque chose de la flamme et de l'excitation que les Ducks généraient sur scène. » Le claviériste et bassiste Andy McMaster rejoint le groupe en provenance des Sabres pour enregistrer un deuxième album, Taxi to the Terminal Zone, mais celui-ci est considéré comme décevant et McMaster quitte le groupe. Le groupe enregistre sa première Peel Session en avril 1974, après quoi Garvey part et le bassiste Micky Groome le rejoint. Malgré l'enregistrement d'une deuxième Peel Session en mars 1975, RCA laisse tomber le groupe, qui en est réduit à publier un EP, Jumpin', sur le label français Skydog. Tim Roper est parti et les anciens membres de Brinsley Schwarz, Brinsley Schwarz et Billy Rankin, ont participé à la dernière tournée, dont le dernier concert a eu lieu au 100 Club de Londres le 1er juillet 1975.
En 1978, RCA Victor sort la compilation Don't Mind Rockin' Tonite, comprenant six chansons du premier album du groupe, trois de Taxi to the Terminal Zone (indisponible aux États-Unis à l'époque), et quelques singles ne faisant pas partie de l'album. Cette compilation fait l'objet d'une critique dans le Christgau's Record Guide : Rock Albums of the Seventies (1981), Robert Christgau écrit : « La musique est du pur rock and roll, peut-être trop pur, combinant l'intensité fougueuse des Rumour et la manipulation joyeuse des Motors à un stade plus primitif. Les fans du Tyla Gang vont adorer. »

## Discographie

### Albums studio
- 1974 : Ducks Deluxe (cassette)
- 1975 : Taxi to the Terminal Zone (RCA)
- 1978 : Don't Mind Rockin' Tonite (Compilation & Bonus tracks) (1978) (RCA)
- 1979 : Last Night of a Pub Rock Band (bootleg)
- 1992 : Ducks Deluxe / Taxi to the Terminal Zone (BMG/Demon/MAU MAU)
- 1992 : Bonesteak Á La Carte (Ten Dollar) (bootleg)
- 2007 : Live at the 100 Club (bootleg)
- 2009 : Box of Shorts
- 2010 : Side Tracks and Smokers
- 2011 : Riviera Shuffle
- 2013 : Rockin' at the Moon (Mystic Records)
- The John Peel Sessions (Hux Records)
- All Too Much / Blow You Out (Jungle)
- Last Performance Dynamite (bootleg britannique de Last Night of a Pub Rock Band)
- All Too Much
- Christmas at the Patti (only one Ducks Deluxe track) LP (1973) United Artists: CD (1997) (Point) : CD re-mix (2007) Esoteric ECLEC (2018)

### EP
- 1975 : Jumpin'

### Singles
- 1973 : Coast to Coast / Bring Back that Packard Car (RCA)
- 1974 : Please, Please, Please / Please, Please, Please
- 1974 : Fireball / Saratoga Suzie (RCA)
- 1974 : Love's Melody / Two Time Twister (RCA)
- 1975 : I Fought The Law / Cherry Pie (RCA)